# Sabinares de Campillos - Sierra y Valdemorillo de la Sierra
Sabinares de Campillos - Sierra y Valdemorillo de la Sierra este o arie protejată (arie specială de conservare — SAC, sit de importanță comunitară — SCI) din Spania întinsă pe o suprafață de 13.749,78 ha, integral pe uscat.

## Localizare
Centrul sitului Sabinares de Campillos - Sierra y Valdemorillo de la Sierra este situat la coordonatele 40°03′40″N 1°42′46″W / 40.0611°N 1.7128°V.

## Înființare
Situl Sabinares de Campillos - Sierra y Valdemorillo de la Sierra a fost declarat sit de importanță comunitară în decembrie 1997 pentru a proteja 8 specii de animale. Situl a fost protejat și ca arie specială de conservare în mai 2015.

## Biodiversitate
Situată în ecoregiunea mediteraneană, aria protejată conține 16 habitate naturale: Izvoare petrifiante cu formare de travertin (Cratoneurion), Pante stâncoase calcaroase cu vegetație casmofită, Pajiști cu Molinia pe soluri calcaroase, turboase sau argilos-nămoloase (Molinion caeruleae), Pajiști umede mediteraneene cu ierburi înalte de Molinio-Holoschoenion, Păduri de Quercus ilex și Quercus rotundifolia, Pajiști alpine și subalpine calcaroase, Lande oro-mediteraneene cu formațiuni endemice de grozamă, Păduri de pin (sub-) mediteraneene cu pini negri endemici, Păduri endemice cu Juniperus spp., Păduri de pin mediteraneene cu pini mezogeni endemici, Păduri iberice de Quercus faginea și Quercus canariensis, Iazuri temporare mediteraneene, Pajiști uscate europene, Pseudostepă cu ierburi și specii anuale de Thero-Brachypodietea, Matorral arborescenți cu Juniperus spp., Galerii de Salix alba și de Populus alba.
La baza desemnării sitului se află mai multe specii protejate:
- păsări (5): uliu porumbar (Accipiter gentilis), șorecarul comun (Buteo buteo), vulturul pleșuv sur (Gyps fulvus), acvilă pitică (Hieraaetus pennatus), turturică (Streptopelia turtur)
- mamifere (2): vidră de râu (Lutra lutra), Microtus cabrerae
- pești (1): Achondrostoma arcasii

Pe lângă speciile protejate, pe teritoriul sitului au mai fost identificate 4 specii de plante, 1 specie de păsări, 1 specie de nevertebrate.